# Helge Bei der Wieden
Helge Bei der Wieden (* 4. Juli 1934 in Eitorf; † 8. Januar 2012 in Bückeburg) war ein deutscher Gymnasiallehrer und Historiker.

## Leben
Bei der Wieden besuchte von 1944 bis 1953 die Große Stadtschule Rostock. Bis 1960 studierte zunächst an der Universität Rostock Geschichte, Germanistik, Skandinavische Philologie, Philosophie und Ur- und Frühgeschichte. Er verließ die DDR und setzte das Studium an der Georg-August-Universität Göttingen und der Albert-Ludwigs-Universität Freiburg fort. Er wurde 1959 mit einer Arbeit über Die wirtschaftliche Lage der Grafschaft Schaumburg bei Ausbruch des Dreißigjährigen Krieges in Göttingen promoviert und legte 1960 das Erste Staatsexamen ab. Er trat in den Schuldienst Niedersachsens und war bis 1996 in Cuxhaven und Bückeburg tätig. 
Er gründete 1984 den Verein für mecklenburgische Geschichte und Altertumskunde als rechtlich unselbstständige Arbeitsgemeinschaft unter dem Dach der Stiftung Mecklenburg neu. Nach der Deutschen Wiedervereinigung war er 1991 bei dessen Neugründung als Verein beteiligt. Er war Gründungsmitglied und von 1990 bis 2002 Vorsitzender der Historischen Kommission für Mecklenburg. Bei der Wieden war seit 1979 Mitglied der Fritz Reuter Gesellschaft. 
Er starb im 78. Lebensjahr. Der niedersächsische Archivar Brage Bei der Wieden ist einer seiner Söhne.

## Schriften (Auswahl)
- Die letzten Grafen zu Holstein-Schaumburg. Über gräfliche Familien, Bastarde und andere Themen. Bielefeld 2014.
- Ein norddeutscher Renaissancefürst, Ernst zu Holstein-Schaumburg. 1569–1622. Bielefeld 1994.
- Die Niedersächsische Bank. Ein Beitrag zur Geschichte der deutschen Notenbanken. Mainz 1982.
- Die mecklenburgischen Regierungen und Minister 1918–1952. Böhlau, Köln/Wien 1977.
- Schaumburgische Genealogie. Stammtafeln der Grafen von Holstein und Schaumburg, auch Herzöge von Schleswig, bis zu ihrem Aussterben 1640. Bückeburg 1966.
- Fürst Ernst, Graf von Holstein-Schaumburg und seine Wirtschaftspolitik. Bückeburg 1961.